# Микронежански језици
Микронежански језици су грана океанских језика, која је у употреби у Микронезији и садржи 20 језика. Ови језици су познати у лингвистици по томе што немају чисто уснене сугласнике, и уместо њих имају палатализоване и уснено-задњонепчане гласове. 

## Језици
Према Џексону (1983, 1986) микронежански језици се групишу на следећи начин:
- Наурански језик
- Сржномикронежански језици
  - Косрајски језик
  - Средњомикронежански језици
    - Кирибатски језик
    - Западомикронежански језици
      - Маршалски језик
      - Чукијско–понпејски језици
        - Чукијски језици или тручки језици
        - Понпејски језици

Микронежански језици највероватније потичу са острва Косрај, одакле су се проширили даље на запад. Косрај су највероватније населили досељеници који су дошли са југа, из области северног Вануатуа.

### Према Етнологу
Списак свих микронежанских језика према Етнологу:
Микронежански језици (20)
Сржномикронежански језици (19)
Кирибатски (1)
Кирибатски језик
Косрајски (1)
Косрајски језик
Маршалски (1)
Маршалски језик
Чукијско-понпејски језици (16)
Чукијски или тручки језици (13)
Каролиншки језик
Чучки језик
Мапијски језик
Мортлочки језик
Намонујтски језик
Пафаншки језик
Полуватски језик
Сатавалски језик
Сонсоролски језик
Танапашки језик
Тобијски језик
Улитијски језик
Волеајски језик
Понпејски језици (3)
Мокилски језик
Пингелапски језик
Понпејски језик
Наурујски (1)
Наурујски језик